# Elasmothemis constricta
Elasmothemis constricta är en trollsländeart som först beskrevs av Philip Powell Calvert 1898.  Elasmothemis constricta ingår i släktet Elasmothemis och familjen segeltrollsländor. Inga underarter finns listade i Catalogue of Life.